# Favonius jezoensis
Favonius jezoensis är en fjärilsart som beskrevs av Matsumura 1915. Favonius jezoensis ingår i släktet Favonius och familjen juvelvingar. Inga underarter finns listade i Catalogue of Life.